# Campeonato Mundial de Esqui Estilo Livre de 2023 - Big air feminino
A prova do Big air feminino do Campeonato Mundial de Esqui Estilo Livre de 2023 ocorreu nos dias 3 e 4 de março, em Bakuriani, na Geórgia.

## Medalhistas
| Ouro              | Prata            | Bronze             |
| Tess Ledeux (FRA) | Sandra Eie (NOR) | Megan Oldham (CAN) |

## Resultados

### Qualificação
Um total de 15 esquiadoras de 10 nacionalidades participaram da competição. As 8 melhores de avançaram para a final.
| Colocação | Bib | Ordem de descida | Nome              | Nacionalidade | Descida 1 | Descida 2 | Melhor | Notas |
| --------- | --- | ---------------- | ----------------- | ------------- | --------- | --------- | ------ | ----- |
| 1         | 7   | 2                | Kirsty Muir       | Grã-Bretanha  | 80.00     | 93.80     | 93.80  | Q     |
| 2         | 1   | 5                | Tess Ledeux       | França        | 90.20     | 84.20     | 90.20  | Q     |
| 3         | 6   | 9                | Megan Oldham      | Canadá        | 89.00     | 20.80     | 89.00  | Q     |
| 4         | 4   | 7                | Mathilde Gremaud  | Suíça         | 88.00     | 17.40     | 88.00  | Q     |
| 5         | 8   | 1                | Sandra Eie        | Noruega       | 26.20     | 84.60     | 84.60  | Q     |
| 6         | 12  | 11               | Kateryna Kotsar   | Ucrânia       | 63.80     | 77.20     | 77.20  | Q     |
| 7         | 14  | 13               | Muriel Mohr       | Alemanha      | 71.60     | 75.60     | 75.60  | Q     |
| 8         | 11  | 15               | Yang Ruyi         | China         | 74.00     | 75.00     | 75.00  | Q     |
| 9         | 16  | 12               | Yuna Koga         | Japão         | 67.20     | 72.20     | 72.20  |       |
| 10        | 9   | 3                | Anni Kärävä       | Finlândia     | 56.80     | 61.60     | 61.60  |       |
| 11        | 15  | 16               | Anouk Andraska    | Suíça         | 51.80     | 12.60     | 51.80  |       |
| 12        | 2   | 4                | Johanne Killi     | Noruega       | 49.60     | 20.40     | 49.60  |       |
| 13        | 3   | 6                | Giulia Tanno      | Suíça         | 32.80     | 13.80     | 32.80  |       |
| 14        | 17  | 14               | Liu Mengting      | China         | 17.80     | 22.40     | 22.40  |       |
| 15        | 5   | 10               | Sarah Höfflin     | Suíça         | 13.20     | 15.20     | 15.20  |       |
| 16        | 10  | 8                | Ruby Star Andrews | Nova Zelândia | DNS       | DNS       | DNS    | DNS   |

### Final
A final foi iniciada no dia 4 de março às 15:15. 
| Colocação         | Bib | Ordem de descida | Nome             | Nacionalidade | Descida 1 | Descida 2 | Descida 3 | Total  |
| ----------------- | --- | ---------------- | ---------------- | ------------- | --------- | --------- | --------- | ------ |
| Medalha de ouro   | 1   | 7                | Tess Ledeux      | França        | 94.25     | 39.00     | 92.50     | 186.75 |
| Medalha de prata  | 8   | 4                | Sandra Eie       | Noruega       | 87.00     | 47.25     | 88.00     | 175.00 |
| Medalha de bronze | 6   | 6                | Megan Oldham     | Canadá        | 88.75     | 17.75     | 85.25     | 174.00 |
| 4                 | 7   | 8                | Kirsty Muir      | Grã-Bretanha  | 87.50     | 68.00     | 83.50     | 171.00 |
| 5                 | 12  | 3                | Kateryna Kotsar  | Ucrânia       | 62.75     | 10.75     | 65.00     | 127.75 |
| 6                 | 14  | 2                | Muriel Mohr      | Alemanha      | 58.50     | 52.00     | 17.25     | 110.50 |
| 7                 | 11  | 1                | Yang Ruyi        | China         | 35.00     | 15.25     | 70.25     | 105.25 |
| 8                 | 4   | 5                | Mathilde Gremaud | Suíça         | DNS       | DNS       | DNS       | DNS    |

Legenda
| Recorde mundial       | Recorde mundial (World record)               |                       | Recorde africano                      | Recorde africano (African) |                                           | Q | Classificado por posição (Qualified) |
| Recorde do campeonato | Recorde do campeonato (Championship record)  | Recorde da América    | Recorde da América (Americas)         | q                          | Classificado por melhor tempo (Qualified) |   |                                      |
| Melhor marca do ano   | Melhor marca do ano (World leading)          | Recorde asiático      | Recorde asiático (Asian)              | DNS                        | Não largou (Did not start)                |   |                                      |
| Recorde nacional      | Recorde nacional (National record)           | Recorde europeu       | Recorde europeu (European)            | DNF                        | Não terminou (Did not finish)             |   |                                      |
| Recorde pessoal       | Recorde pessoal do atleta (Personal best)    | Recorde da Oceania    | Recorde da Oceania (Oceania)          | DSQ / DQ                   | Desclassificado (Disqualified)            |   |                                      |
| Recorde da temporada  | Recorde da temporada do atleta (Season best) | Recorde sul-americano | Recorde sul-americano (South America) | NM                         | Sem marca (No mark)                       |   |                                      |